# Communauté de communes du Pays Bigouden Sud
La Communauté de communes du Pays Bigouden Sud est une communauté de communes française, située dans le département du Finistère, en région Bretagne.

## Histoire
La communauté de communes, qui regroupe l'ensemble des communes des anciens cantons de Pont-l'Abbé et de Guilvinec, a été créée le 28 décembre 1993 par arrêté préfectoral et a succédé au SIVOM de la région de Pont-l’Abbé. Il est lui-même l'héritier du Syndicat intercommunal de la région de Pont-l'Abbé qui fut créé en juin 1923 par le préfet du Finistère.
Ses frontières administratives n'ont pas été modifiées depuis sa création.
La CCPBS fait aussi partie du Pays de Cornouaille.

## Territoire communautaire

### Géographie
Située dans le sud-ouest  du département du Finistère, la communauté de communes du Pays Bigouden Sud regroupe 12 communes et s'étend sur 167,1 km2.

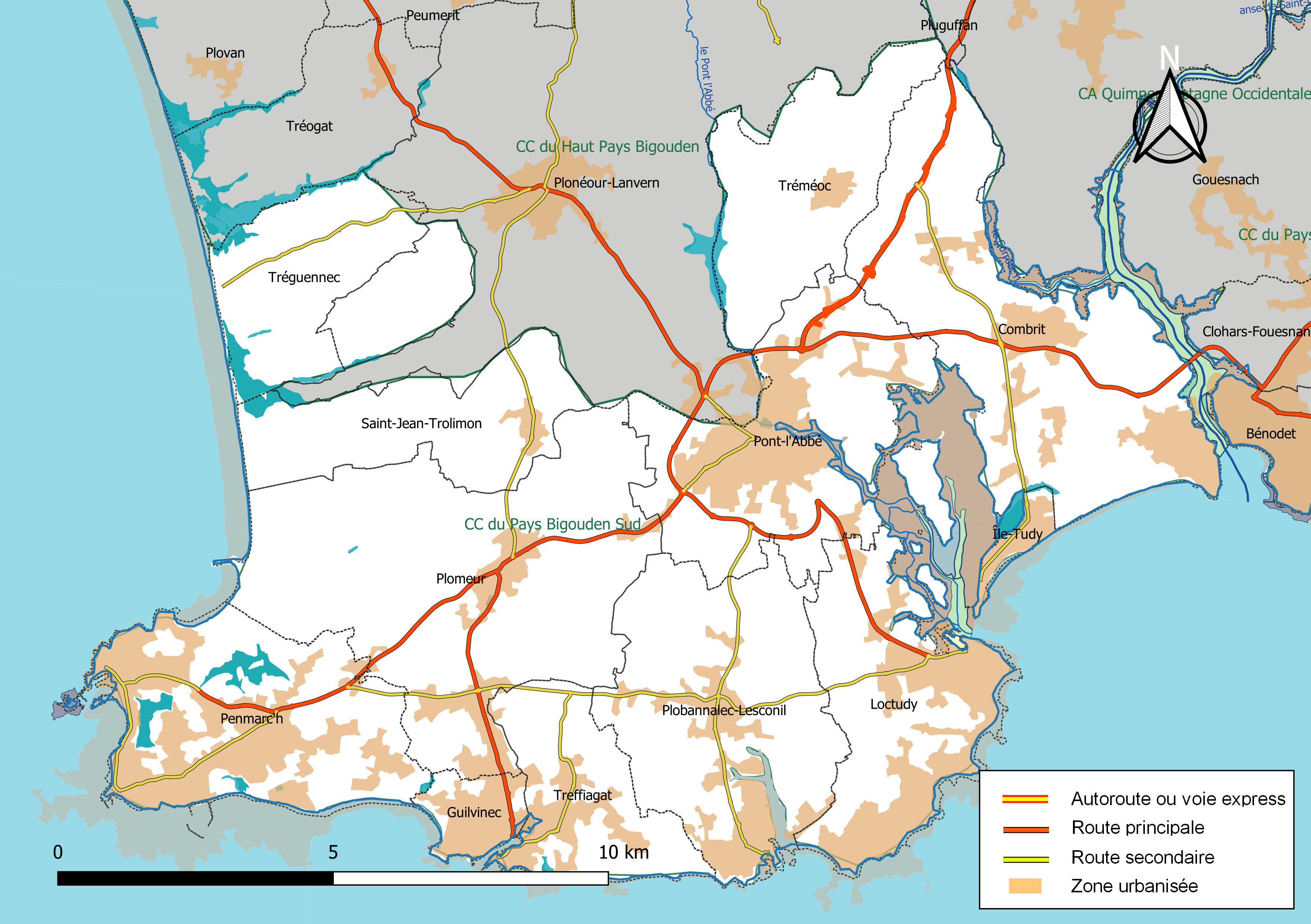
Carte de la communauté de communes du Pays Bigouden Sud au 1er janvier 2019.

### Composition

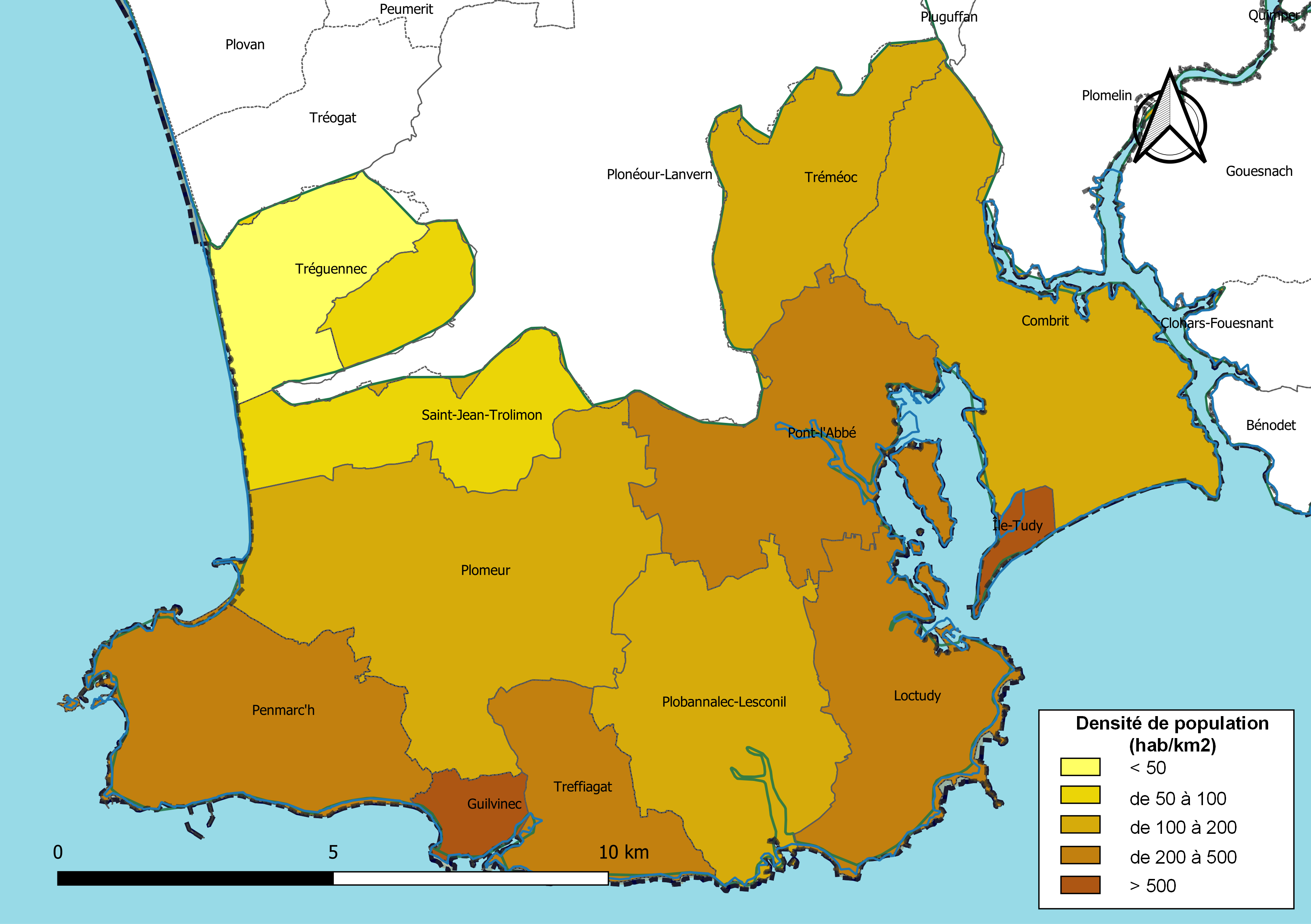
Carte des densités de population (millésimée 2016) des communes de la communauté de communes du Pays Bigouden Sud. Composition en communes au 1er janvier 2019.

La communauté de communes est composée des 12 communes suivantes :

| Nom                  | Code Insee | Gentilé                       | Superficie (km2) | Population (dernière pop. légale) | Densité (hab./km2) |
| -------------------- | ---------- | ----------------------------- | ---------------- | --------------------------------- | ------------------ |
| Pont-l'Abbé (siège)  | 29220      | Pont-l'Abbistes               | 18,21            | 8 403 (2022)                      | 461                |
| Combrit              | 29037      | Combritois                    | 24,13            | 4 271 (2022)                      | 177                |
| Guilvinec            | 29072      | Guilvinistes                  | 2,46             | 2 677 (2022)                      | 1 088              |
| Île-Tudy             | 29085      | Île-Tudistes                  | 1,26             | 745 (2022)                        | 591                |
| Loctudy              | 29135      | Loctudistes                   | 12,73            | 4 043 (2022)                      | 318                |
| Penmarch             | 29158      | Penmarchais                   | 16,39            | 5 320 (2022)                      | 325                |
| Plobannalec-Lesconil | 29165      | Plobannalécois et Lesconilois | 18,17            | 3 694 (2022)                      | 203                |
| Plomeur              | 29171      | Plomeurois                    | 29,69            | 3 877 (2022)                      | 131                |
| Saint-Jean-Trolimon  | 29252      | Trolimonnais                  | 14,68            | 973 (2022)                        | 66                 |
| Treffiagat           | 29284      | Treffiagatois                 | 8,1              | 2 438 (2022)                      | 301                |
| Tréguennec           | 29292      | Tréguennécois                 | 9,61             | 312 (2022)                        | 32                 |
| Tréméoc              | 29296      | Tréméocois                    | 11,66            | 1 506 (2022)                      | 129                |

### Démographie
| 1968   | 1975   | 1982   | 1990   | 1999   | 2010   | 2015   | 2016   | 2017   |
| ------ | ------ | ------ | ------ | ------ | ------ | ------ | ------ | ------ |
| 34 239 | 34 229 | 34 112 | 34 210 | 34 601 | 37 369 | 37 412 | 37 332 | 37 334 |

## Administration

### Siège
Le siège de la communauté de communes est à Pont-l'Abbé, 17 rue Raymonde Folgoas-Guillou.

### Conseil communautaire
Les 46 conseillers titulaires (et 2 suppléants) sont ainsi répartis selon le droit commun comme suit : 
| Nombre de délégués | Communes                           |
| ------------------ | ---------------------------------- |
| 10                 | Pont-l’Abbé                        |
| 6                  | Penmarc'h                          |
| 5                  | Combrit Sainte-Marine, Loctudy     |
| 4                  | Plomeur, Plobannalec-Lesconil      |
| 3                  | Le Guilvinec, Treffiagat-Léchiagat |
| 2                  | Tréguennec, Tréméoc                |
| 1                  | Île-Tudy, Saint-Jean-Trolimon      |

### Élus
La communauté de communes est administrée par son conseil communautaire constitué en 2020 de 46 conseillers communautaires, qui sont des conseillers municipaux représentant chacune des communes membres.
À la suite des élections municipales de 2020 dans le Finistère, le conseil communautaire du 16 juillet 2020 a élu son président, Stéphane Le Doaré, maire de Pont-l'Abbé, ainsi que ses 9 vice-présidents et ses 2 conseillers communautaires délégués. 
Le bureau est remanié le 1er février 2023 après la démission de Christine Zamuner, maire de Loctudy et 4e vice-présidente. Depuis cette date, la liste des vice-présidents est la suivante :
|      | Attributions                                                                                               | Identité                | Qualité                                       |
| ---- | --- | ----------------------- | --------------------------------------------- |
| 1er  | Finances, ressources humaines, informatique et prévention des risques d'inondations                        | Éric Jousseaume         | Maire de l'Île-Tudy                           |
| 2e   | Solidarités                                                                                                | Nathalie Carrot-Tanneau | Maire de Treffiagat-Léchiagat                 |
| 3e   | Environnement, mobilités et numérique                                                                      | Jean-Claude Dupré       | Conseiller municipal de Combrit Sainte-Marine |
| 4e   | Développement économique, activités maritimes et portuaires, agriculture et communication                  | Stéphane Morel          | Maire de Tréguennec                           |
| 5e   | Assainissement, réseaux et bâtiments communautaires                                                        | Ronan Crédou            | Maire de Plomeur                              |
| 6e   | Tourisme et nautisme                                                                                       | Jean-Luc Tanneau        | Maire du Guilvinec                            |
| 7e   | Habitat et urbanisme                                                                                       | Yannick Le Moigne       | 1er adjoint au maire de Plobannalec-Lesconil  |
| 8e   | Ressource en eau                                                                                           | Jean-Louis Buannic      | Conseiller municipal de Penmarc'h             |
| 9e   | Déchets | Jean-Michel Gaigné      | 5e adjoint à la maire de Loctudy              |
| CCD1 | Sites et équipements d'intérêt communautaire                                                               | Valérie Dréau           | Conseillère municipale de Pont-l'Abbé         |
| CCD2 | Foncier économique lié à la renaturation et à la revitalisation de l’occupation du domaine public maritime | Gwénola Le Troadec      | Maire de Penmarc'h                            |

### Liste des présidents
| Période      | Période                  | Identité          | Étiquette    | Qualité |
| ------------ | ------------------------ | ----------------- | ------------ | --- |
| février 1995 | février 1995             | Sébastien Jolivet | UDF-CDS      | Maire de Pont-l'Abbé (1983 → 1995) Conseiller général de Pont-l'Abbé (1985 → 1998)                                             |
| février 1995 | juillet 1995             | Pierre Draoulec   | UDF-CDS      | Maire de Penmarc'h (1983 → 1995) Conseiller général du Guilvinec (1985 → 1998)                                                 |
| juillet 1995 | octobre 1998 (démission) | Albert Hénot      | PCF          | Maire de Treffiagat (1971 → 2003)                                                                                              |
| octobre 1998 | avril 2001               | Daniel Gloaguen   | PS           | Maire de l'Île-Tudy (1989 → 2014)                                                                                              |
| avril 2001   | juin 2002 (démission)    | Hélène Tanguy     | RPR puis UMP | Maire du Guilvinec (1995 → 2012) Conseillère régionale de Bretagne (1992 → 2010) Députée du Finistère (7e circ.) (2002 → 2007) |
| juin 2002    | avril 2008               | Joël Piété        | Centriste    | Maire de Loctudy (2001 → 2014)                                                                                                 |
| avril 2008   | avril 2014               | Jean-Paul Stanzel | PS           | 1er adjoint au maire de Penmarc'h t2008 → 2014)                                                                                |
| avril 2014   | juillet 2020             | Raynald Tanter    | PS puis LREM | Maire de Penmarc'h (2014 → 2020) Conseiller général du Guilvinec (2004 → 2015)                                                 |
| juillet 2020 | En cours                 | Stéphane Le Doaré | LR           | Maire de Pont-l'Abbé (2016 → ) Conseiller départemental de Pont-l'Abbé (2021 → )                                               |

### Compétences
L'intercommunalité exerce les compétences qui lui ont été transférées par les communes membres, dans les conditions définies par le code général des collectivités territoriales. Ces compétences ont évolué à plusieurs reprises.

### Régime fiscal et budget
La communauté d'agglomération est un établissement public de coopération intercommunale à fiscalité propre.
Afin de financer l'exercice de ses compétences, l'intercommunalité perçoit la fiscalité professionnelle unique (FPU) – qui a succédé à la taxe professionnelle unique (TPU) – et assure une péréquation de ressources entre les communes résidentielles et celles dotées de zones d'activité.